# 倉崎青児
倉崎 青児（くらさき せいじ、1960年2月17日 - ）は、東京都出身の日本の元俳優。父は俳優の常田富士男。

## 出演

### テレビドラマ
- なっちゃんの写真館（1980年、NHK連続テレビ小説）
- 青が散る（1983年 - 1984年、TBS） - 神崎
- あいつと俺 第12話「裏切りの銃声 -高知・安芸-」（1984年、TX / 勝プロ） ※1980年製作
- 銭形平次 第23話「五年ぶりの給金」（1987年、NTV / ユニオン映画） - 権八
- 塀の中の懲りない面々II（1988年、TBS）
- あぶない刑事 第46話「脱出」（1987年、NTV / セントラル・アーツ） - 三上
- もっとあぶない刑事 第25話「一気」（1989年、NTV / セントラル・アーツ） - 梶原仁
- 火曜サスペンス劇場「弁護士・朝日岳之助 (6)」（1995年1月10日、NTV / 国際放映） - 速水行夫 役
- 火曜サスペンス劇場「弁護士・朝日岳之助 (10)」（1997年7月8日、NTV / 国際放映） - 小原信男 役
- 火曜サスペンス劇場「指名手配1」（1998年、NTV / オセロット） - 宮原
- 月曜ミステリー劇場「弁護士猪狩文助1・時の剣」（2001年、TBS / 国際放映） - 永井和己

### 映画
- 幸福（1981年、東宝 / フォーライフ） - 車崎吾一[1]
- 夏の別れ（1981年、中島丈博ぷろだくしょん） - 松原
- 楢山節考（1983年、東映） - けさ吉
- スクラップ・ストーリー ある愛の物語（1984年、若松プロ）
- 火まつり（1985年、シネセゾン） - 浩二
- 映画女優（1987年、東宝） - 東崎助監督
- 恋子の毎日（1988年、東映） - マツ
- きけ、わだつみの声 Last Friends（1995年、東映） - 高倉一等兵
- キッズ・リターン（1996年、オフィス北野 / バンダイビジュアル） - ジムのトレーナー

### オリジナルビデオ
- ごきぶり商事痛快譚　愛の五億円ぶるーす（1990年、池田敏春監督）

### 劇場アニメ
- 銀河鉄道の夜（1985年） - 牛乳屋

### ラジオ
- 青春アドベンチャー
  - 超能力はワインの香り（朝比奈龍一郎）